# Hazebrouck

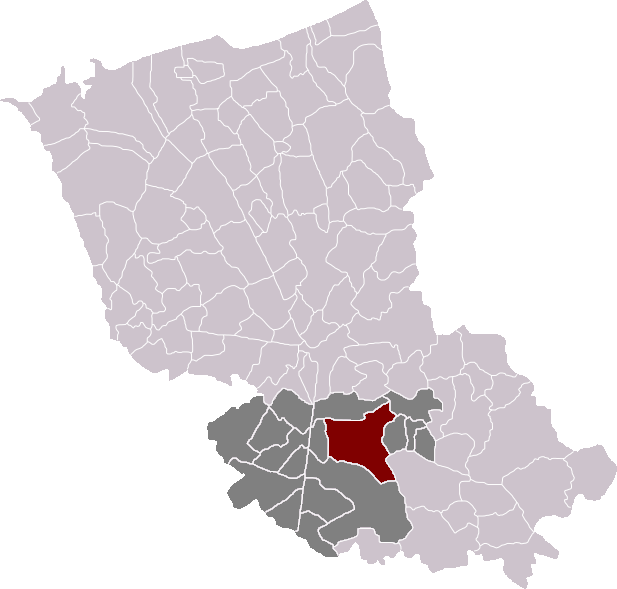
Situació de Hazebrouck dins el departament i el cantó

Hazebrouck (neerlandès Hazebroek, flamenc occidental Oazebroeke) és un municipi francès, situat al Westhoek (Flandes francès) del departament del Nord i a la regió dels Alts de França. Està comunicat amb Lille i Paris per tren d'alta velocitat. L'any 1999 tenia 21.396 habitants. Limita al nord amb Hondeghem, al nord-est amb Caëstre, a l'oest amb Wallon-Cappel a l'est amb Borre, al sud amb Morbecque i al sud-est amb Vieux-Berquin.

## Demografia
| Evolució de la població |       |       |       |       |       |       |       |       |
| 1793                    | 1800  | 1806  | 1821  | 1831  | 1836  | 1841  | 1846  | 1851  |
| 6 304                   | 6 611 | 7 354 | 7 384 | 7 522 | 7 674 | 7 574 | 7 570 | 7 953 |

| 1856  | 1861  | 1866  | 1872  | 1876  | 1881   | 1886   | 1891   | 1896   |
| ----- | ----- | ----- | ----- | ----- | ------ | ------ | ------ | ------ |
| 7 892 | 8 273 | 9 017 | 9 435 | 9 857 | 10 595 | 11 332 | 11 672 | 12 571 |

| 1901   | 1906   | 1911   | 1921   | 1926   | 1931   | 1936   | 1946   | 1954   |
| ------ | ------ | ------ | ------ | ------ | ------ | ------ | ------ | ------ |
| 13 261 | 12 819 | 12 566 | 14 584 | 14 845 | 14 859 | 15 462 | 14 391 | 15 525 |

| 1962   | 1968   | 1975   | 1982   | 1990   | 1999   | 2006 | 2011 | 2016 |
| ------ | ------ | ------ | ------ | ------ | ------ | ---- | ---- | ---- |
| 17 446 | 19 037 | 19 866 | 20 008 | 20 567 | 21 395 | -    | -    | -    |

| 2019 | - | - | - | - | - | - | - | - |
| ---- | - | - | - | - | - | - | - | - |
| -    | - | - | - | - | - | - | - | - |

## Història
Hazebrouck pertanyia al comtat de Flandes durant l'alta Edat Mitjana. Les primeres mencions a la vila apareixen al segle x, tot i que la llegenda local situa l'origen de la ciutat en temps de Dagobert I, dos segles abans, quan Sant Elogi va venir a evangelitzar la regió.
Al segle xvi la ciutat fou cremada en diverses ocasions, en el marc de les guerres entre espanyols i francesos pels Països Baixos espanyols. La pesta matà gran part de la població, que va emigrar massivament. El 1678, fou definitavament annexada a França i començà de l'ocàs de la llengua neerlandesa, avui només parlada per a la gent gran.
Nous incendis van arrasar les cases, fetes amb sostres de palla, durant la Revolució Francesa. Encara el 1917, els bombardejos alemanys van destruir part dels edificis reconstruïts. El 1941 va ser novament bombardejada, aquest cop per l'aviació anglesa. Fins al 1995 no va poder acabar-se la restauració de l'església gòtica i de moltes de les cases particulars.

## Cultura
Com altres ciutats veïnes, Hazebrouck té diversos gegants, famosos per participar en la Quarta Croada, segons la tradició. Surten en processó per Quaresma.
Destaquen els monuments neoclàssics que van sobreviure a les guerres mundials, com el museu dels agustins o l'ajuntament, ideat per Napoleó.

## Administració
| Període   | Identitat             | Partit        |
| --------- | --------------------- | ------------- |
| 1933-1944 | Joseph Elie Plateel   | PS            |
| 1944      | Jean Fruquet          | PS            |
| 1944-1945 | Joseph Elie Plateel   | PS            |
| 1945-1953 | Auguste Damette       |               |
| 1953-1971 | Henri Desbuquois      |               |
| 1971-1983 | Amand Moriss          | PS            |
| 1983-1995 | Maurice Sergheraert   |               |
| 1995-2008 | Paul Blondel          | Divers droite |
| 2008-     | Jean-Pierre Allossery | PS            |

## Agermanament
- Soignies (Valònia)
- Faversham (Anglaterra)
- Porz am Rhein (Rin del Nord-Westfàlia)

## Personatges il·lustres
- Maria Petyt (1623-1677), religiosa i poetessa flamenca
- Nicolas Ruyssen (1757- 1825), pintor
- Jules-Auguste Lemire, (1853-1928), sacerdot i polític
- Dominique Leclercq (1957 -), futbolista
- Cédric Vasseur (1970 -), ciclista
- Maurice Deschodt (1889-1971) pintor i creador dels gegants locals
- Christophe Marichez (1974 -), porter de futbol

## Galeria d'imatges

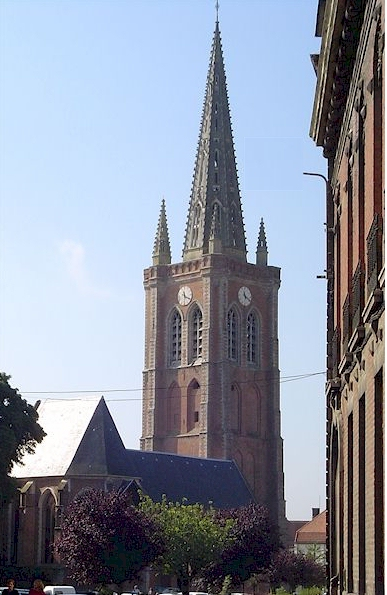
Església de Saint Eloi
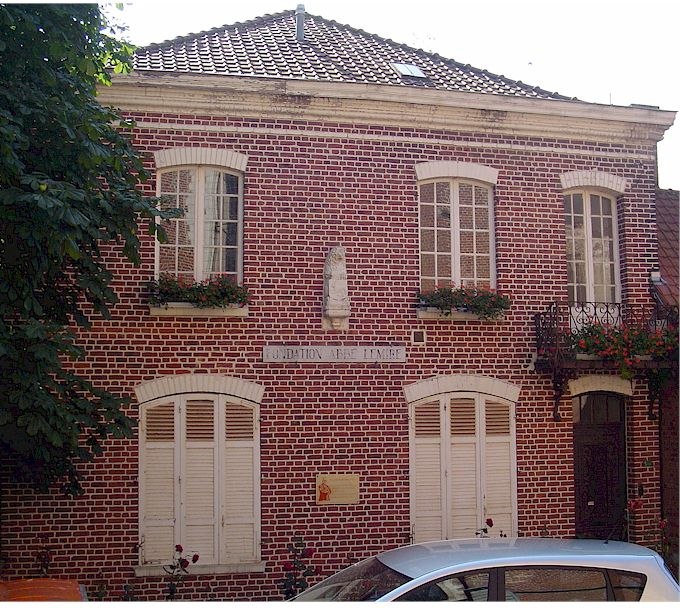
Casa-museu del p. Lemire
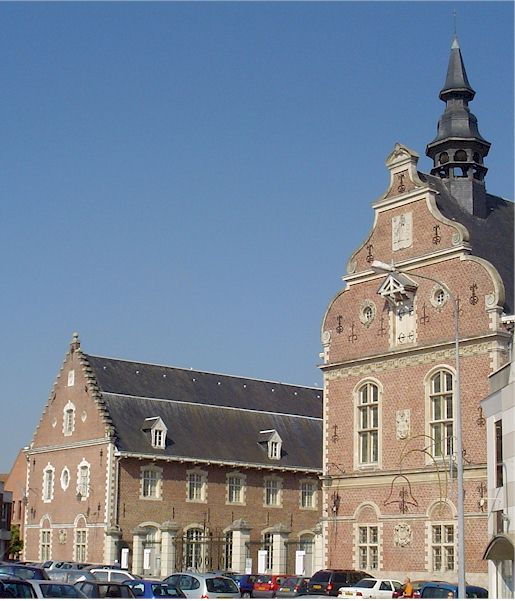
Museu dels agustins
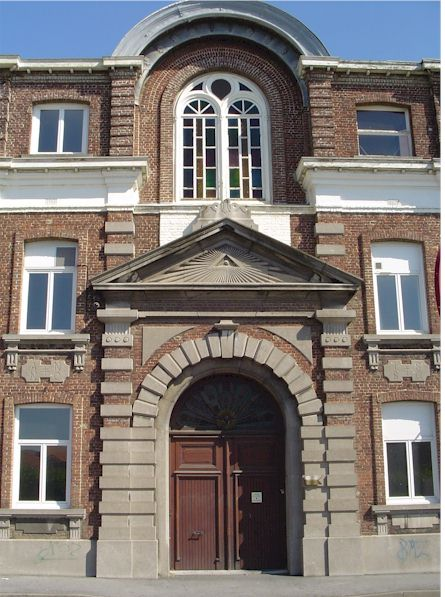
Seminari de Hazebrouck